# Epibatidina
L'epibatidina è un alcaloide che si presenta come una sostanza oleosa incolore, estratta dalla pelle di una rana dell'Ecuador (Epipedobates anthonyi). Tale sostanza, isolata per la prima volta da John Daly al National Institutes of Health, presenta proprietà analgesiche 200 volte superiori a quelle della morfina. 
Dal punto di vista strutturale, l'epibatidina si presenta come una complicazione molecolare della nor-isonicotina, in quanto l'anello piridinico mostra un atomo di cloro supplementare in orto, mentre il consueto anello metilpirrolidinico della nicotina è sostituito da un anello 7-azabicicloeptano, che può essere a sua volta interpretato come una pirrolidina irrigidita da un ponte etilenico.
La disponibilità in natura ha sicuramente facilitato lo studio dell'epibatidina, che infatti è stata variamente analizzata nel corso degli anni da citologi e chimici. Mentre la morfina è un agonista oppioide ed i suoi effetti scaturiscono dall'interazione con i recettori oppioidi, l'epibatidina esplica la propria attività analgesica attivando specifici recettori nicotinici presenti a livello centrale. Questo ha acceso l'interesse dei farmacologi, poiché un farmaco con un simile meccanismo d'azione sarebbe un valido strumento terapeutico in tutti i casi in cui gli effetti avversi degli oppioidi dovessero rivelarsi insostenibili o, anche, in soggetti con elevata tolleranza a questa classe di sostanze. Peccato che l'epibatidina non possa essere impiegata in terapia a causa di gravi effetti avversi, generalmente a carico del sistema cardio-vascolare e gastro-intestinale. Nonostante ciò, l'epibatidina rimane un ottimo composto campione da cui partire per ottenere potenziali farmaci analgesici. Ad esempio, è in studio l'epiboxidina, un derivato avente un anello isosazzolico al posto di quello piridinico.